# مارسيل غارفي
مارسيل غارفي (بالإنجليزية: Marcel Garvey)‏ هو لاعب اتحاد الرغبي بريطاني، ولد في 21 أبريل 1983 في غلوستر في المملكة المتحدة.

## وصلات خارجية
- مارسيل غارفي على موقع دوري الرغبي الممتاز (الإنجليزية)
- مارسيل غارفي عل موقع إسبنسكروم (الإنجليزية)
- مارسيل غارفي على موقع ItsRugby.co.uk (الإنجليزية)